# 愛知県立阿久比高等学校
愛知県立阿久比高等学校（あいちけんりつあぐいこうとうがっこう）は、愛知県知多郡阿久比町大字阿久比に所在する公立の高等学校。

## 設置学科
- 普通科
  - 国際コミュニケーションコース

## 沿革
- 1979年（昭和54年）4月1日 - 開校。

## 校訓
剛・知・仁
- 剛 新鮮を鍛え、たくましさを持つ青年
- 知 学に励み、真実を求める青年
- 仁 人を愛し、国を思う、心豊かな青年

この校訓に沿うように、SSC(スイミングサマーキャンプ)や、学習会などがある。この校訓は、昇降口前のロータリーに校訓碑がある。

## 学校の特徴
1年時は1組が国際コース（希望者）、他のクラスは通常クラス。2・3年時は1組国際、2組文系ピック、７組理系ピックとなる。。

## 環境
周りを田畑や低い山に囲まれており、近くには殿越川が流れている。春から秋にかけては農作業を望むことができる。
近くには、阿久比町立阿久比中学校がある。

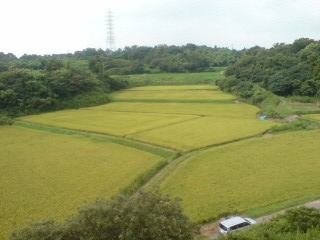
周辺の風景

阿久比町役場から約1kmのところにあり、幹線道路から少々奥に入った場所に建っている。
季節によって、色々な小動物や昆虫も見受けられ、自然豊かな場所といえる。
運動場については、砂ではあるが、目の荒い極粗粒砂（1 - 2mmの砂のこと）であるため、裸足での使用は怪我などの原因になるので注意が必要である。

## はじまりの坂

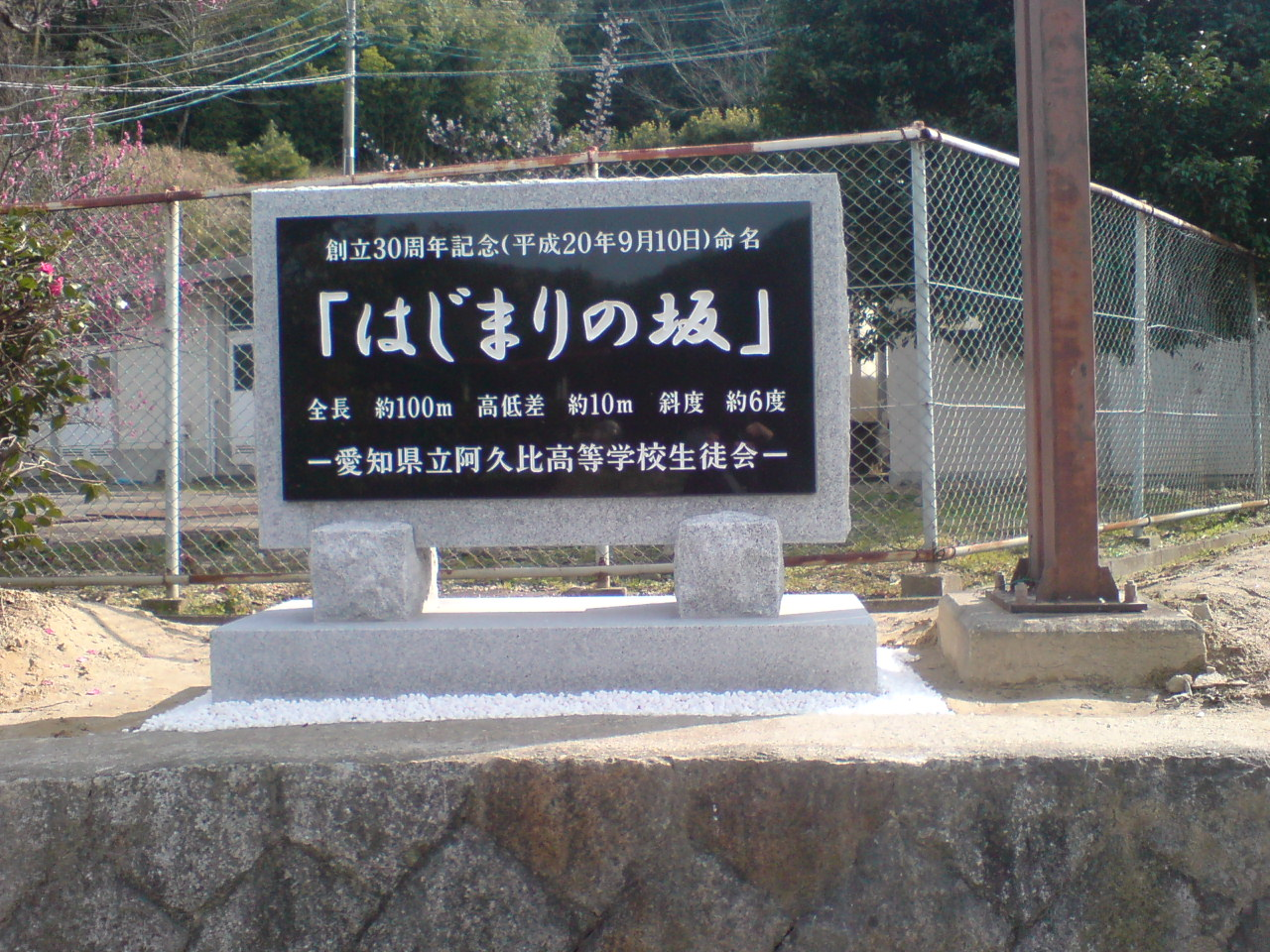
はじまりの坂の石碑

学校の門をくぐると、昇降口付近まで続く傾斜がきつめ（約6度）の坂がある。創立30周年の際に、生徒会主導のもと、坂に名前をつける提案がなされた。そこで、生徒に公募を行い、選出の結果「はじまりの坂」と命名された。坂中腹には、生徒会が石碑を建てた。

## 学校行事
- 4月 : 入学式、始業式、オリエンテーション、遠足（1・3年）
- 5月 : 球技大会
- 7月 : SSC(スイミングサマーキャンプ2025年度から廃止)（1年）、保護者会、終業式、夏季学習会（3年）
- 8月 : English Summer Camp（国際コミュニケーションコース、1・2年）
- 9月 : 始業式、清暉(ひかり)祭（芸術鑑賞会・文化祭・体育祭）
- 10月 : オリエンテーリング大会（1年）、修学旅行（2年）
- 12月 : 保護者会、終業式
- 1月 : 始業式
- 3月 : 卒業式、春季学習会（1・2年）、終業式

## 部活動
- 運動部
野球、バスケットボール、サッカー、弓道、テニス、バレーボール、ハンドボール、バドミントン、陸上、剣道、柔道、水泳、ソフトボール、新体操
- 文化部
囲碁・将棋、インターアクト、吹奏楽、茶道、華道、理科、美術

・新体操部男子：1994年 わかしゃち国体(愛知国体)優勝、インターハイ出場
・陸上競技部：2012年～2015年 インターハイ出場、2022年 東海高校総体
・剣道部女子：2022年 東海大会

## 交通
- 名鉄河和線「阿久比駅」から徒歩約20分

## 著名な卒業生
- ケイコ・リー（歌手） 第2回生
- 山下敦弘（映画監督） 第14回生
- 三好茜（akanen・プロダンサー） 第27回生
- 深沢元貴（黄昏魔人・お笑い芸人） 第30回生